# Nunatak Gvozdeva
Der Nunatak Gvozdeva (englische Transkription von russisch Нунатак Гвоздева Nunatak Gwosdewa) ist ein Nunatak im westantarktischen Marie-Byrd-Land. Er ragt auf der Ostseite der Haines Mountains in den Ford Ranges auf.
Russische Wissenschaftler benannten ihn. Der Namensgeber ist nicht überliefert.